# Adolf Friedrich von Bassewitz
Adolf Friedrich von Bassewitz (* 1681 in Mecklenburg; † 7. Mai 1740 ebenda) war deutsch-schwedischer Offizier und unterzeichnete 1719 als Königlich großbritannisch-braunschweig-lüneburgischer Gesandter den Friedensvertrag zwischen Schweden und Großbritannien.

## Lebenslauf
Adolf Friedrich von Bassewitz wurde 1681 als zweiter Sohn von Detlof von Bassewitz (1650–1685) und dessen Frau Dorothea Lucia v. Plessen geboren.
Adolf Friedrich von Bassewitz diente im schwedischen Militär bis zum Range eines Obersten, zeitweilig im selben Regiment wie sein Bruder Ulrich Carl von Bassewitz. Nach dem Tod König Karls XII. näherte sich der Nordische Krieg dem Ende, und Adolf Friedrich von Bassewitz trat 1719 in britische diplomatische Dienste über und wurde als „Königlich großbritannisch-braunschweig-lüneburgischer Envoyé extraordinaire“ nach Stockholm geschickt, wo er im Dezember 1719 den Friedensvertrag zwischen Schweden und Großbritannien unterzeichnete. Damit erhielt Hannover die bis dahin schwedischen Landesteile an der Weser. Dafür verlieh 1720 der König von England Adolf Friedrich von Bassewitz als Wappenmehrung die Leoparden des englischen Königswappens als Schildhalter. Adolf Friedrich von Bassewitz wurde zudem wie seinem Bruder Ulrich Carl von Bassewitz der schwedische Freiherrentitel verliehen.
Adolf Friedrich von Bassewitz blieb unverheiratet und hatte keine Nachkommen. Seine Güter Bibow, Jarchow, Hasenwinkel, Holldorf, Klappenkruge und Neuhof (letzteres vermachte ihm sein Bruder Ulrich Carl von Bassewitz) vererbte er alle an seinen Vetter ersten Grades Detlof Hans von Bassewitz.
| Personendaten    | Personendaten                                                                                  |
| ---------------- | ---------------------------------------------------------------------------------------------- |
| NAME             | Bassewitz, Adolf Friedrich von                                                                 |
| KURZBESCHREIBUNG | deutsch-schwedischer Offizier, Königlich großbritannisch-braunschweig-lüneburgischer Gesandter |
| GEBURTSDATUM     | 1681                                                                                           |
| GEBURTSORT       | Mecklenburg                                                                                    |
| STERBEDATUM      | 7. Mai 1740                                                                                    |
| STERBEORT        | Mecklenburg                                                                                    |